# 張秋穀
張 秋穀（ちょう しゅうこく、生没年不詳）は江戸時代の長崎に来舶した清人画家。日本に文人画の画法を伝える。来舶四大家の一人。
名は初め昆のち莘（しん）。字は初め秋谷、後に秋穀に改めた。号に露香・西冷釣徒・鋤雲館など。杭州府仁和県の人。

## 略伝
幼い頃より画を好み倪瓚・呉鎮に私淑してそれぞれ山水図・蘭竹図を独学したという。
天明6年（1786年）に来日。天明8年（1788年）10月、春木南湖の訪問を受け費晴湖とともに筆談を交わし画法・書法を伝授している。
渡来時は秋谷（昆）と名乗ったが帰国後は秋穀（莘）に改称したと考えられる。画風も一変し、秋谷は水墨画か稀に淡彩画で作品数も少なく、秋穀では主に彩色花鳥画となる。
秋穀の作は船載され、惲寿平の法に倣った没骨法を日本にもたらした。文人画家の渡辺崋山や椿椿山は大きく影響を受けている。